# Labirinto (banda)
Labirinto é uma banda de post-metal brasileira, baseada em São Paulo, formada em 2005. São conhecidos por ser uma das poucas bandas a fazer esse estilo musical no Brasil, com fortes influências de outras bandas bem conhecidas como Neurosis, Isis, Cult of Luna. A banda tem sua própria gravadora, Dissenso Records, e em 2016 assinou contrato com a gravadora alemã Pelagic Records, de membros da banda The Ocean. Até a data de hoje, lançaram 3 álbuns (além de outros lançamentos, entre EPs e splits) e tem diversas turnês internacionais em sua trajetória.

## Biografia
Fundada pelo guitarrista e compositor Erick Cruxen e sua esposa, Muriel Curi (baterista/produtora), a banda é considerada hoje uma das maiores representantes do estilo no Brasil.
Após o lançamento de alguns primeiros EPs nos primeiros anos de atividades, a banda lançou seu primeiro full album Anatema, que despertou a atenção da mídia especializada brasileira e internacional. O álbum foi listado como o destaque Brasileiro na matéria "Best music around the World", do inglês The Guardian. O álbum foi gravado em São Paulo, pela banda, e mixado no Electrical Audio com o engenheiro Greg Norman e masterizado com Bob Weston.
Em 2011, a banda fez sua primeira turnê internacional, com shows nos Estados Unidos e Canadá, e foi o primeiro passo rumo a uma carreira no exterior. Posteriormente, fizeram uma segunda turnê nos Estados Unidos, onde tocaram com o projeto solo de drone/ambient canadense Thisquietarmy, com o qual a banda lançou um split posteriormente e realizou duas turnês em conjunto, no Brasil (2013) e na Europa (2015).
Em 2013, Labirinto voltou aos palcos internacionais; pela primeira vez tocou na Europa, a convite do festival Dunk!Fest, reconhecido mundialmente por ser o maior evento especializado em post-rock, post-metal, drone e afins. Dois anos depois, em 2015, a banda retornou para uma extensa turnê que aconteceu ao lado do Thisquietarmy, com 23 shows e, pela segunda vez, o Labirinto foi convidado a se apresentar novamente no palco principal do Dunk!Fest.
2016 marcou o lançamento do segundo álbum da banda, "Gehenna". O produtor norte-americano Billy Anderson (que trabalhou em discos de bandas como Neurosis, The Melvins, Amenra, Swans) viajou até São Paulo para a gravação, que aconteceu no Dissenso Studio. Em "Gehenna", a banda convidou o músico Mathieu Vandekerckhove (guitarrista do Amenra, Syndrome, Kingdom, Skemer), com quem já tinham tocado juntos, para uma participação especial, que resultou na faixa "Locrus", composta em colaboração com o músico belga.
A banda participou da primeira edição do Overload Music Festival  (um dos únicos festivais na história brasileira focados em apresentar grandes nomes do metal, doom, progressivo e post-rock), que marcou o lançamento do Gehenna em São Paulo, seguido por shows em outras cidades, como Belo Horizonte e Rio de Janeiro. 
No final de 2016, foi anunciado o contrato com a gravadora alemã Pelagic Records, e o lançamento de uma nova tiragem de "Gehenna", para o ano seguinte, com distribuição mundial pelo novo selo. Labirinto retornou à Europa para uma nova turnê de divulgação de "Gehenna" em 2017.
Em 2019, veio o terceiro álbum de estúdio, "Divino Afflante Spiritu", que foi totalmente produzido e gravado em São Paulo, no Dissenso Studio pela baterista da banda, Muriel, e mixado e masterizado pelo baterista e produtor Magnus Lindberg (musicista do Cult of Luna. O lançamento foi celebrado com um show de lançamento em São Paulo, no SESC Belenzinho, em Fevereiro, seguido por uma série de shows pelo Brasil, em Março, ao lado dos norte-americanos do Rosetta, que vieram pela primeira vez ao país. O novo álbum foi eleito pelo jornalista Fabio Massari como um dos melhores lançamentos do ano. Em Maio, Labirinto novamente partiu para uma nova turnê Europeia, com shows importantes, no Pelagic Label Night e uma terceira passagem pelo Dunk!Festival, na Bélgica.

## Discografia
STUDIO ALBUMS
- “Live at Dunk! Fest“ - CD, LP, digital (2020) (Dissenso Records/Pelagic Records)
- “Divino Afflante Spiritu“ - CD, LP, digital (2019) (Dissenso Records/Pelagic Records)
- “Gehenna” - CD, 2xLP gatefold (2016/2017) (Dissenso Records/Pelagic Records)
- “Anatema” - CD + 2xLP deluxe gatefold, digital (2010) (Dissenso Records)

EP / SPLIT
- “Labirinto, Rosetta & La Bestia de Gevaudan” SPLIT - K7 tape (2019) (Kali Yuga Distro)
- “Labirinto & Thisquietarmy” SPLIT - CD, LP, digital (2013) (Dissenso Records/Pirate Ship Records/ConSouling Sounds)
- “Kadjwynh” EP - CD, LP picture disc, digital (2012) (Dissenso Records)
- “Etéreo” EP - CD (2009) (Dissenso Records)
- “Labirinto” EP - CD (2007) (Dissenso Records)
- “Cinza” EP - CD (2006) (Dissenso Records)
- "Labirinto & Ordinaria Hit “Pseudo-segurança compensatória" SPLIT – CD (2005) (self-released)

OTHER RELEASES
- “Oromo” track in MMXVIII Compilation - digital (2017) (Pelagic Records & Visions Magazine)
- “Masao” SINGLE - digipack CD, digital (2014) (Dissenso Records)
- “DIS Experimental” Compilation - CD (2008) (Dissenso Records)

## Formação atual
- Erick Cruxen - compositor, guitarra (desde 2005)
- Muriel Curi - bateria, sintetizador, produtora, engenheira de som (desde 2005)
- Luis Naressi - sintetizador, programação (desde 2011)
- Hristos Eleutério - baixo (desde 2017)
- Lucas Melo - percussão (desde 2017)
- André Jordão - guitarra (desde 2021)
- Eric Paes - voz (desde 2021)